# Berneuil (Haute-Vienne)
Berneuil település Franciaországban, Haute-Vienne megyében. Lakosainak száma 429 fő (2022. január 1.). Berneuil Saint-Junien-les-Combes, Breuilaufa, Bellac, Blond, Chamboret, Nantiat, Vaulry és Saint-Pardoux-le-Lac községekkel határos.

## Népesség
A település népességének változása:
| Lakosok száma | 422  | 417  | 426  | 426  | 432  | 437  | 440  | 441  | 429  |
|               | 2013 | 2015 | 2016 | 2017 | 2018 | 2019 | 2020 | 2021 | 2022 |